# Светлый (Бодайбинский район)
Све́тлый — посёлок в Бодайбинском районе Иркутской области России. Входит в Кропоткинское муниципальное образование. В 1935—1969 годах имел статус посёлка городского типа.

## География
Находится на правом берегу реки Жуя, в 39 км (по прямой) к востоку от центра городского поселения, пгт Кропоткин.

## Население
| 1939 | 1959 | 2002 | 2010 | 2011 | 2012 | 2014 |
| ---- | ---- | ---- | ---- | ---- | ---- | ---- |
| 5455 | ↘744 | ↘73  | ↘41  | →41  | ↘37  | ↘34  |
| 2016 | 2017 | 2021 |      |      |      |      |
| ↘33  | →33  | ↘6   |      |      |      |      |